# Boea urvillei
Boea urvillei är en tvåhjärtbladig växtart som beskrevs av Charles Baron Clarke. Boea urvillei ingår i släktet Boea och familjen Gesneriaceae. Inga underarter finns listade i Catalogue of Life.